# ليزا أنغيل
ليزا أنغيل (بالفرنسية: Lisa Angell)‏ هي مغنية فرنسية، ولدت في 21 سبتمبر 1968 في باريس في فرنسا.

## وصلات خارجية
- الموقع الرسمي
- ليزا أنغيل على موقع IMDb (الإنجليزية)
- ليزا أنغيل على موقع ميوزك برينز (الإنجليزية)
- ليزا أنغيل على موقع ديسكوغز (الإنجليزية)